# Lygidea annexa
Lygidea annexa är en insektsart som först beskrevs av Philip Reese Uhler 1872.  Lygidea annexa ingår i släktet Lygidea och familjen ängsskinnbaggar. Inga underarter finns listade i Catalogue of Life.